# Mitchell Krueger
Mitchell Krueger (født 12. januar 1994 i Fort Worth, Texas, USA) er en professionel tennisspiller fra USA.